# Meeres-Nationalpark Adamsbrücke
Der Meeres-Nationalpark Adamsbrücke ist ein Nationalpark rund um die Adamsbrücke im Norden Sri Lankas, etwa 30 km nordwestlich von Mannar.

## Geschichte
Eine von der Regierung mit Unterstützung des Entwicklungsprogramms der Vereinten Nationen und des Umweltprogramms der Vereinten Nationen erstellte und im Oktober 2014 veröffentlichte integrierte strategische Umweltbewertung der Nordprovinz empfahl die Einrichtung eines Nationalparks mit einer Fläche von 18,990 ha auf dem sri-lankischen Abschnitt der Adam’s Bridge. Im Mai 2015 kündigte die Regierung an, dass ein Teil der Adamsbrücke zusammen mit dem Chundikkulam-Nationalpark, dem Delft-Nationalpark und dem Madhu-Road-Nationalpark zu Nationalparks erklärt werden soll. Die Adamsbrücke wurde am 22. Juni 2015 zu einem Nationalpark mit einer Fläche von 189,9 km². Der indische Teil der Adamsbrücke ist Teil des Golf von Mannar Marine Nationalparks.

## Flora und Fauna
Viele Zugvögel folgen der Route Pamban-Adamsbrücke-Mannar, wenn sie nach/von Sri Lanka fliegen. Die Sanddünen der Adamsbrücke werden auch von Vögeln wie dem braunen Noddi als Brutgebiet genutzt. Zahlreiche Arten von Fischen und Seegräsern gedeihen in den flachen Gewässern der Adamsbrücke. Das Meeresleben rund um die Adamsbrücke umfasst Delfine, Dugongs und Schildkröten.